# Vale do Mucuri
O Vale do Mucuri é uma das regiões do estado brasileiro de Minas Gerais. Seu nome é dado ao fato de o vale ser percorrido pelo Rio Mucuri. Entre suas principais cidades se encontram Teófilo Otoni, conhecida por sua economia voltada às pedras preciosas, e Nanuque com a pecuária e agricultura como pontos fortes. O Vale do Mucuri encontra-se na porção leste do estado de Minas Gerais.

## História
Provavelmente a região do Vale do Mucuri foi uma das primeiras a ser exploradas no atual estado de Minas Gerais, tendo sido devassado ainda no século XVI. Capistrano de Abreu em seu famoso livro "Caminhos Antigos e Povoamento do Brasil" relata que em 1532 o Padre João de Aspicueta de Navarro e Francisco Bruza de Espinosa chefiaram uma expedição que percorreu o vale do Mucuri à procura de metais e pedras preciosas.

## Turismo
Locais para conhecer no Vale do Mucuri não faltam, já que ele pertence ao Circuito das Pedras Preciosas. Em Teófilo Otoni, a Serra da Farinha é um lindo atrativo local, dela é possível se ver toda a cidade e apreciar o vale. Na área central da Capital das Pedras Preciosas possui a Praça Tiradentes, que encantam pelos bichos-preguiça em suas árvores.  Já em Nanuque, a aventura pelo Rio Mucuri é uma opção, pois ele é um bom lugar para a prática de canoagem. Descendo o rio encontra-se a  Represa de Santa Clara, próximo a divisa com a Bahia. Para esportes radicais, o território nanuquense oferece ainda a Pedra do Fritz, que localiza-se na Serra dos Aimorés, na Zona Rural de Nanuque. Com aproximadamente 800 metros, o Fritz é o local preferido de quem gosta do paraquedismo de montanha e do base jump. Em seu meio urbano, a cidade oferece a Lagoa dos Namorados e a Pedra do Bueno, um ótimo local para contemplar o por do sol com vista para toda a Nanuque.. Em Ladainha é possível conhecer a Pedra de Ladainha e ainda cachoeiras . A cidade de Carlos Chagas também possui atributos de uma cidade bela, ela tem a Pedra da Baleia e a famosa "Pedra da Boca", às margens da BR-418, que nada mais é que um curioso conjunto rochoso que tem a feição de lábios humanos. Além disso, Carlos Chagas é banhada pelos rios Mucuri e Pampã.